# Понте ди Верцуно (Болоња)
Понте ди Верцуно (итал. Ponte di Verzuno) је насеље у Италији у округу Болоња, региону Емилија-Ромања.
Према процени из 2011. у насељу је живело 86 становника. Насеље се налази на надморској висини од 296 м.